# Macromalon orientale
Macromalon orientale är en stekelart som beskrevs av Geoffrey John Kerrich 1968.
Macromalon orientale ingår i släktet Macromalon och familjen brokparasitsteklar. Inga underarter finns listade i Catalogue of Life.